# Donald Ray Pollock
Donald Ray Pollock (Knockemstiff, Ohio; 23 de diciembre de 1954) es un escritor estadounidense, reconocido principalmente por sus novelas El diablo a todas horas y El banquete celestial. Sus obras han sido traducidas a diversos idiomas, como el español, francés, italiano, portugués, catalán y húngaro.

## Trayectoria
Donald Ray Pollock nació y creció en la localidad de Knockemstiff, Ohio, Estados Unidos, el 23 de diciembre de 1954. Tras crecer y empezar a estudiar, abandonó los estudios para trabajar en una planta cárnica y, posteriormente, en una fábrica de papel, donde permaneció más de tres décadas. Cuando contaba con 55 años se graduó en el programa de escritura creativa de la Universidad Estatal de Ohio. A partir de ese momento, comenzó a publicar diversos textos en periódicos (como The New York Times) y revistas literarias (Epoch, Sou'wester, Granta, Third Coast, River Styx, The Journal, Boulevard y PEN America), hasta publicar su primer libro, la novela El diablo a todas horas. 

## Obra

### Novelas
- 2011: El diablo a todas horas
- 2016: El banquete celestial

### Cuentos
- 2008: Knockemstiff